# Nekrolog 1524
Nekrolog
◄◄
| ◄
| 1520
| 1521
| 1522
| 1523
| 1524 | 1525 | 1526 | 1527 | 1528 | ► | ►►
Weitere Ereignisse | Allgemeiner Nekrolog 1524
Die Beschreibung der verstorbenen Person sollte so kurz wie möglich gehalten sein und nur deren signifikante Tätigkeit(en) enthalten.
Neue Namen ggf. auch unter dem Geburts- und Sterbedatum, also etwa unter 1. Januar und im Geburts- und Sterbejahr (2024) eintragen (nur bei entsprechender großer Wichtigkeit). Für Beispiele siehe die schon vorhandenen Artikel.
Außerdem über die fünf zuletzt Verstorbenen, zu denen es einen ausreichend guten Artikel für eine Präsentation auf der Hauptseite gibt, nach der todesbedingten Überarbeitung der Artikel ggf. auch unter Wikipedia Diskussion:Hauptseite informieren und sie am besten auch in den anderen Wikipedia-Sprachversionen eintragen. Tipp: Regelmäßig bei news.google.de nach „ist tot“, „gestorben“ oder „verstorben“ suchen.
Wenn eine Person gestorben ist, gibt es viele Seiten zu dieser Person in der Wikipedia, die davon auch betroffen sind und entsprechend aktualisiert werden müssen. Beispiele: Namenübersichtsseite, Geburtsjahr, Geburtsort-Seiten und viele mehr.
Wie finde ich die betroffenen Seiten?
Im Suchfeld auf der linken Seite gibt man den Suchbegriff so ein: „Vorname Nachname“. Dann klickt man auf Volltext und alle Seiten mit entsprechendem Suchtext werden aufgerufen. Hier sieht man dann schnell, wo auch das Todesjahr Sinn macht oder sogar ein Teil des Artikels angepasst werden muss. Auch hilft das „Werkzeug“ auf der linken Seite sehr gut, um solche Seiten aufzufinden: „Links auf diese Seite“. Somit ist die Wikipedia wieder aktuell in allen Bereichen! Hinweis: bei Eintragung der Kategorie „Gestorben JAHR“ wird der Missbrauchsfilter 49 ausgelöst, was jedoch nicht schlimm ist. Siehe: Spezial:Missbrauchsfilter/49
Dies ist eine Liste von im Jahr 1524 verstorbenen bekannten Persönlichkeiten. Die Einträge erfolgen innerhalb der einzelnen Daten alphabetisch sortiert. Tiere sind im Nekrolog für Tiere zu finden.

## Januar
| Tag        | Name                                | Beruf, bekannt als                            | Alter | Beleg |
| ---------- | ----------------------------------- | --------------------------------------------- | ----- | ----- |
| 5. Januar  | Marko Marulić                       | kroatischer Dichter und europäischer Humanist | 73    |       |
| 16. Januar | Alexander Gordon, 3. Earl of Huntly | Angehöriger des schottischen Hochadels        |       |       |

## Februar
| Tag         | Name                  | Beruf, bekannt als                                          | Alter | Beleg |
| ----------- | --------------------- | ----------------------------------------------------------- | ----- | ----- |
| 10. Februar | Katharina von Sachsen | zweite Gemahlin Erzherzog Siegmunds von Tirol               | 55    |       |
| 11. Februar | Peter von Dörenbach   | Abt des Klosters Grafschaft                                 |       |       |
| 11. Februar | Isabella von Aragón   | Herzogin von Mailand                                        | 53    |       |
| 20. Februar | Tecun Uman            | Anführer oder Feldherr des Quiché-Stammes der Hochland-Maya |       |       |

## März
| Tag      | Name                      | Beruf, bekannt als                                                | Alter | Beleg |
| -------- | ------------------------- | ----------------------------------------------------------------- | ----- | ----- |
| 4. März  | Juan Rodríguez de Fonseca | spanischer Staatsmann und Bischof                                 |       |       |
| 7. März  | Ulrich II.                | Graf von Ortenburg                                                |       |       |
| 10. März | Salaj                     | italienischer Maler                                               |       |       |
| 23. März | Giulia Farnese            | Mätresse von Papst Alexander VI.                                  |       |       |
| 28. März | Elisabeth von Brandenburg | Prinzessin von Brandenburg, durch Heirat Herzogin von Württemberg | 72    |       |
| März     | Klaus Hottinger           | Zürcher Bilderstürmer                                             |       |       |

## April
| Tag       | Name                | Beruf, bekannt als                                         | Alter | Beleg |
| --------- | ------------------- | ---------------------------------------------------------- | ----- | ----- |
| 7. April  | Philipp von Burgund | Admiral der Niederlande und Bischof von Utrecht            |       |       |
| 12. April | Adriana von Hanau   | Gemahlin des Grafen Philipp von Solms-Lich                 | 53    |       |
| 19. April | Petrus Mosellanus   | Philologe, römisch-katholischer Theologe und Kirchenlehrer |       |       |
| 27. April | Anton Tucher        | deutscher Kaufmann und Mäzen                               |       |       |
| 30. April | Pierre du Terrail   | französischer Feldherr                                     |       |       |

## Mai
| Tag     | Name                              | Beruf, bekannt als                                                         | Alter | Beleg |
| ------- | --------------------------------- | -------------------------------------------------------------------------- | ----- | ----- |
| 10. Mai | Johannes Schwertfeger             | deutscher Theologe und Rechtswissenschaftler                               |       |       |
| 17. Mai | Francesco Soderini                | italienischer Kardinal, Bruder von Piero Soderini                          | 70    |       |
| 21. Mai | Thomas Howard, 2. Duke of Norfolk | englischer Feldherr                                                        |       |       |
| 23. Mai | Ismail I.                         | iranischer Schah (Dynastie der Safawiden), hoher Geistlicher des Safawiyya | 36    |       |
| 31. Mai | Camilla Battista Varano           | italienische Selige, Jungfrau und Mystikerin                               | 66    |       |

## Juni
| Tag      | Name                  | Beruf, bekannt als                                                             | Alter | Beleg |
| -------- | --------------------- | ------------------------------------------------------------------------------ | ----- | ----- |
| 15. Juni | Niccolò Fieschi       | italienischer Kardinal und Erzbischof von Ravenna                              |       |       |
| 15. Juni | Marx Röist            | Zürcher Bürgermeister und der zweite Kommandant der Päpstlichen Schweizergarde | 69    |       |
| 19. Juni | Niccolò Leoniceno     | italienischer Arzt, Grammatiker und Humanist                                   |       |       |
| 22. Juni | Thomas Köllin         | deutscher Theologe (römisch-katholisch)                                        |       |       |
| 28. Juni | Girolamo di Benvenuto | italienischer Maler                                                            |       |       |
| 29. Juni | Jasper Linde          | Erzbischof von Riga                                                            |       |       |

## Juli
| Tag      | Name                    | Beruf, bekannt als                                         | Alter | Beleg |
| -------- | ----------------------- | ---------------------------------------------------------- | ----- | ----- |
| 6. Juli  | Wilhelm Nesen           | deutscher Humanist und Pädagoge                            |       |       |
| 6. Juli  | Ulrich IX.              | Regent der Grafschaften Regenstein und Blankenburg im Harz |       |       |
| 9. Juli  | Sibylle von Brandenburg | Herzogin von Jülich und Berg                               | 57    |       |
| 20. Juli | Claude de France        | Prinzessin von Frankreich, Frau des Königs Franz I.        | 24    |       |
| 24. Juli | Marco Cornaro           | italienischer Kardinal                                     |       |       |
| Juli     | Henrique Nunes          | portugiesischer Jude und Marranen-Spitzel                  |       |       |

## August
| Tag        | Name                          | Beruf, bekannt als              | Alter | Beleg |
| ---------- | ----------------------------- | ------------------------------- | ----- | ----- |
| 4. August  | Helene von der Pfalz          | Herzogin von Pommern            | 31    |       |
| 8. August  | Stanisław von Masowien        | Herzog von Masowien             |       |       |
| 13. August | Giovanni Battista Pallavicino | italienischer Kardinal          |       |       |
| 31. August | Gérard de Plaines             | spanischer Gesandter in England |       |       |

## September
| Tag           | Name                     | Beruf, bekannt als                  | Alter | Beleg |
| ------------- | ------------------------ | ----------------------------------- | ----- | ----- |
| 17. September | Caspar Tauber            | evangelischer Märtyrer              |       |       |
| 18. September | Charlotte von Frankreich | Prinzessin von Frankreich           | 7     |       |
| 30. September | Cäsar Pflugk             | Rat, Amtmann und Rittergutsbesitzer |       |       |

## Oktober
| Tag         | Name               | Beruf, bekannt als                  | Alter | Beleg |
| ----------- | ------------------ | ----------------------------------- | ----- | ----- |
| 2. Oktober  | Heinrich Bergmeier | Bischof von Ratzeburg               |       |       |
| 5. Oktober  | Joachim Patinir    | niederländischer Maler und Zeichner |       |       |
| 26. Oktober | Philipp II.        | Graf von Waldeck-Eisenberg          | 71    |       |

## November
| Tag          | Name           | Beruf, bekannt als                 | Alter | Beleg |
| ------------ | -------------- | ---------------------------------- | ----- | ----- |
| 15. November | Claus Stalburg | Frankfurter Patrizier und Ratsherr |       |       |
| 17. November | Wenzel II.     | Herzog von Teschen                 |       |       |

## Dezember
| Tag          | Name                 | Beruf, bekannt als                                                                        | Alter | Beleg |
| ------------ | -------------------- | ----------------------------------------------------------------------------------------- | ----- | ----- |
| 9. Dezember  | Johannes Schrein     | der 45. Abt des Stiftes Kremsmünster (1505–1524)                                          |       |       |
| 9. Dezember  | Heinrich von Zütphen | lutherischer Theologe und Reformator                                                      |       |       |
| 20. Dezember | Thomas Linacre       | englischer Arzt, Mathematiker und Gelehrter; gilt als Begründer des Humanismus in England |       |       |
| 24. Dezember | Vasco da Gama        | portugiesischer Seefahrer, Entdecker                                                      |       |       |
| 28. Dezember | Johann von Staupitz  | deutscher Theologe                                                                        |       |       |
| 31. Dezember | Johannes Widmann     | deutscher Mediziner                                                                       |       |       |

## Datum unbekannt
| Tag | Name                              | Beruf, bekannt als                                                | Alter | Beleg |
| --- | --------------------------------- | ----------------------------------------------------------------- | ----- | ----- |
|     | Gonçalo Álvares                   | portugiesischer Seefahrer und Entdecker                           |       |       |
|     | Giovanni Aurelio Augurello        | italienischer Alchemist und Humanist                              |       |       |
|     | Bartolomeo Berrettaro             | italienischer Bildhauer                                           |       |       |
|     | Theodoricus Block                 | deutscher Mediziner, katholischer Theologe und Humanist           |       |       |
|     | Boccaccio Boccaccino              | italienischer Maler der Renaissance                               |       |       |
|     | Berndt Bunekemann                 | deutscher Steinmetz und Steinbildhauer                            |       |       |
|     | William Conyers, 1. Baron Conyers | englischer Adeliger, Mitglied des Oberhauses                      |       |       |
|     | Hans Gallizian                    | Basler Ratsherr                                                   |       |       |
|     | Matthias Hütlin                   | Geistlicher und Spitalmeister des Pforzheimer Armenhauses         |       |       |
|     | Heinrich von Kampen               | deutscher Glockengießer                                           |       |       |
|     | Jerg Bernhart Lachaman            | Glockengießer                                                     |       |       |
|     | Bernardo de Mesa                  | spanischer Dominikaner, römisch-katholischer Bischof und Diplomat |       |       |
|     | Abdallah Muhammad                 | zweiter Sultan der Wattasiden in Marokko (1505–1524)              |       |       |
|     | Cristóbal de Olid                 | spanischer Abenteurer, Konquistador und Rebell                    |       |       |
|     | Raffaellino del Garbo             | italienischer Maler                                               |       |       |
|     | Johannes Ravisius                 | französischer Humanist                                            |       |       |
|     | Revani                            | osmanischer Dichter                                               |       |       |
|     | Caspar Schlumpf                   | Schweizer Bürgermeister                                           |       |       |
|     | Zyprian von Serntein              | Protonotar, kaiserlicher Rat, Kanzler                             |       |       |
|     | Andrea Solari                     | italienischer Maler                                               |       |       |
|     | Diego Velázquez de Cuéllar        | spanischer Eroberer                                               |       |       |